# ذاكرة مستقبلية

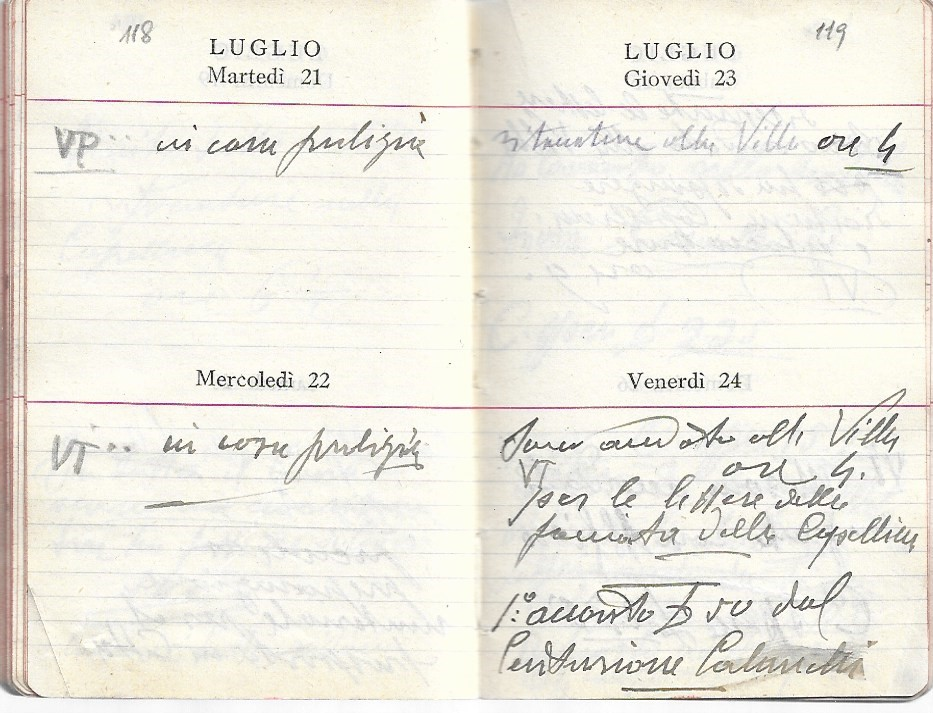
1936-أجندة-119-حساب-سنتوريوني-كالانشي.

الذاكرة المستقبلية هي أحد أشكال الذاكرة المنطوية على تذكر أداء فعل مخطط له مسبقًا أو استرجاع نية مخطط لها في نقطة زمنية ما من المستقبل. تحدث مهام الذاكرة المستقبلية بشكل شائع في الحياة اليومية وتتراوح من المهام البسيطة نسبيًا إلى الحالات الخطرة المهددة للحياة. تشمل الأمثلة على المهام البسيطة تذكر إعادة غطاء معجون الأسنان إلى مكانه، أو تذكر الرد على رسائل البريد الإلكتروني أو تذكر إعادة فيلم بعد استئجاره. تشمل الأمثلة على الحالات ذات الأهمية المرتفعة كلًا من تذكر المريض تناول أدويته أو تذكر الطيار تنفيذ إجراءات سلامة معينة خلال رحلة الطيران.
على النقيض من الذاكرة المستقبلية، تنطوي الذاكرة الاستعادية على تذكر الأشخاص، أو الأحداث أو الكلمات التي اختبرها المرء في الماضي. لا تستلزم الذاكرة الاستعادية سوى تذكر الأحداث الماضية، بينما تتطلب الذاكرة المستقبلية عمل الذاكرة الاستعادية في زمن لم يقع بعد. يمكن النظر إلى الذاكرة المستقبلية بالتالي على أنها «ذاكرة المستقبل».
تشمل الذاكرة الاستعادية الذكريات حول معرفتنا السابقة، وتتألف من المحتوى المعلوماتي؛ تركز الذاكرة المستقبلية بدورها على تعيين وقت السلوك، عوضًا عن التركيز على المحتوى المعلوماتي. توجد بعض الأدلة الداعمة ن الذاكرة الاستعادية في التنفيذ الناجح للذاكرة المستقبلية، لكن يُعتبر هذا الدور صغيرًا نسبيًا.

## التشريح العصبي

### الفص الجبهي
تشمل الذاكرة المستقبلية تذكر نية ما وتلبيتها، وتستلزم كلًا من الذاكرة العرضية، والذاكرة الصريحة والذاكرة الاستعادية، بالإضافة إلى الوظائف التنفيذية التنظيمية. يخضع كل ذلك لتحكم الفص الجبهي الذي يقع في مقدمة نصفي الكرة المخية.
أظهرت دراسات التصوير المقطعي بالإصدار البوزتروني (بّي إي تي) زيادة طفيفة في التدفق الدموي إلى الفص الجبهي لدى المشاركين في التجربة عند أدائهم مهام الذاكرة المستقبلية التي شملت تذكر فعل مخطط له، أثناء أداء مهام أخرى. تشمل المناطق النشطة من الدماغ خلال هذا الإجراء كلًا من قشرة فص الجبهة، وعلى وجه التحديد المناطق الظهرية الوحشية، والبطنية الوحشية والإنسية اليمنى، بالإضافة إلى الفص الجبهي المتوسط. تتولى قشرة فص الجبهة مسؤولية الحفاظ على النوايا داخل الوعي مع قمع الأفكار الداخلية الأخرى. يعمل الفص الجبهي المتوسط على تركيز الانتباه على الفعل المخطط له عوضًا عن المهام الأخرى.
تشارك قشرة فص الجبهة بشكل رئيسي في الذاكرة المستقبلية المعتمدة على الحدث، عوضًا عن تلك المعتمدة على الزمن. أجرى تشينغ وآخرون (2008) دراسة على عدد من المشاركين الذين يعانون من آفات في قشرة فص الجبهة، إذ طُلب منهم أداء مهام الذاكرة المستقبلية المعتمد على الحدث والمعتمدة على الزمن. أظهرت النتائج وجود عجز لدى المشاركين في أداء المهام المعتمدة على الحدث، التي تتطلب استخدام إشارات الأحداث لتحريض النوايا، لكنهم تمكنوا من تنفيذ المهام المعتمدة على الزمن بنجاح، التي تتطلب استخدام الإشارات الزمنية لتحريض النوايا.
أظهرت الدراسات الأخرى على الآفات بدورها مشاركة الفص الجبهي في عمليات التذكر والتركيز الخاصة بالنوايا. درس بروغس وآخرون (2000) مجموعة من المرضى المصابين بآفات في الفص الجبهي مثل باحة برودمان العاشرة، ووجدوا أن هؤلاء المرضى عاجزون عن اتباع التعليمات وتبديل موضع الانتباه خلال مهام الذاكرة المستقبلية.

### الفص الجداري
عادة ما يشارك الفص الجداري الواقع في المنطقة العلوية من الدماغ في معالجة المعلومات الحسية.
فيما يتعلق بالذاكرة المستقبلية، يلعب الفص الجداري دورًا هامًا في إدراك الإشارات المسؤولة عن تحريض الفعل المقصود، وخاصة عندما تكون هذه الإشارات بصرية أو مكانية. يتولى الفص الجداري أيضًا مهمة الحفاظ على الانتباه وتركيزه على الفعل المقصود مع تثبيط النشاطات الأخرى خلال أداء هذا الفعل. أظهرت الدراسات باستخدام التصوير المقطعي بالإصدار البوزتروني تنشيط الفص الجداري عند أداء المشاركين مهام الذاكرة المستقبلية التي تضم المعلومات البصرية مثل تذكر سلسلة من الأرقام. يظهر نشاط الفص الجداري بشكل واضح أيضًا في دراسات تخطيط مغناطيسية الدماغ (إم إي جي) التي تستند إلى تتبع النشاط الكهربائي في الدماغ.
خلص هارينغتون وآخرون (1998) إلى وجود دور لجميع المناطق العصبية الممتدة من القشرة الجدارية السفلية إلى التلافيف الجبهية في التنظيم الزمني أثناء مهام الذاكرة المستقبلية المعتمدة على الزمن. أظهر المرضى المصابين بتلف في هذه المناطق من الدماغ صعوبة في الحكم على المدة الزمنية والتردد الخاص بالنغمات السمعية المعروضة عليهم. تُعد القدرة على تتبع المعلومات بمرور الوقت من الأمور الهامة في الذاكرة المستقبلية، فضلًا عن تذكر النوايا لبدء الأداء في المستقبل.

### الجهاز النطاقي
تشارك غالبية مكونات الجهاز النطاقي، الذي يضم مجموعة من البنى الدماغية البدائية المرتبطة بالشعور والتحفيز، في الذاكرة.